# Joe Fletcher
Joseph Michael Fletcher (sinh ngày 25 tháng 9 năm 1946) là một cầu thủ bóng đá người Anh thi đấu ở vị trí tiền đạo.